# Ed de Goeij
Eduard Franciscus de Goeij (eng. izvori ga krivo pišu "Goey") (20. prosinca 1966., Gouda, Nizozemska), znan kao Ed de Goeij, bivši je nizozemski nogometni vratar. U 20 godišnjoj karijeri, igrao je za Sparta Rotterdam, Feyenoord, Chelsea i Stoke City.
Za Feyenoord je potpisao 1990. i tamo ostao sedam godina. Tijekom vremena provedenog u Rotterdamu, de Goeij je propustio samo osam susreta, osvojio jedan naslov prvaka (1993.) te četiri liga kupa 1991., 1992., 1994. i 1995.
De Goeij je došao u Chelsea u lipnju 1997. godine za 2,250.000 funta što ga je u to vrijeme učinilo najskupljim vratarom Premiershipa. Bio je prvi vratar većinu vremena koje proveo u Chelseaju. S Chelseom je osvojio Liga kup, Kup pobjednika kupova (oboje 1998 godine) te FA Kup 2000 godine. Postavio je klupski rekord s 29 utakmica bez primljenog pogotka u sezoni 1999./2000. Kasnije je de Goeij izgubio mjesto od Talijana Carla Cudicinija i pridružio se Stoke Cityu kao slobodan igrač 2003. godine. Igrao je 179 utakmica za Chelsea te je sakupio 71 utakmicu ne primivši pogotka. Ostao je u Stoke Cityu do svibnja 2006. godine skupivši 56 nastupa.
Bio je nizozemski reprezentativac te je za reprezentaciju nastupio 31 put. De Goeij je branio u svim utakmicama na Svjetskom prvenstvu u SAD-u 1994. godine i s Nizozemskom došao do četvrtfinala gdje su izgubili od konačnog prvaka Brazila.
6. srpnja 2007. godine pridružio se QPR-u kao trener prve momčadi no samo nakon 5 mjeseci na tom poslu, raskinuo je ugovor s predsjednikom Giannijem Paladinijem.
Trenutačno radi kao trener vratara u nizozemskom nogometnom klubu RKC Waalwijk